# Гвадзабия, Феофан Дзакуевич
Феофан Дзакуевич Гвадзабия (1905 год, Зугдидский уезд, Кутаисская губерния, Российская империя — неизвестно, Потийский район, Грузинская ССР) — звеньевой колхоза «Октомбери» Потийского района, Грузинская ССР. Герой Социалистического Труда (1948).

## Биография
Родился в 1905 году в крестьянской семье в одном из сельских населённых пунктов Зугдидского уезда (сегодня — Хобский муниципалитет). С раннего возраста трудился в сельском хозяйстве. Во время коллективизации вступил в колхоз «Октомбери» Потийского района. В послевоенное время возглавлял полеводческое звено.
В 1947 году звено под его руководством собрало в среднем с каждого гектара по 70,89 центгнера кукурузы на площади 3 гектара. Указом Президиума Верховного Совета СССР от 21 февраля 1948 года удостоен звания Героя Социалистического Труда за «получение в 1947 году высоких урожаев кукурузы и пшеницы» с вручением ордена Ленина и золотой медали «Серп и Молот» (№ 878).
Этим же указом званием Героя Социалистического Труда был награждён труженик колхоза «Октомбери» звеньевой Сергей Калистратович Маруашвили.
После выхода на пенсию проживал в Потийском районе. С 1968 года — персональный пенсионер союзного значения. Дата смерти не установлена.